# 20 mai 1966
Le vendredi 20 mai 1966 est le 140e jour de l'année 1966.

## Naissances
- Bernd Luz, artiste peintre et designer allemand
- Derrick Hamilton, joueur américain de basket-ball
- Farid Berrahma (mort le 4 avril 2006), figure du grand banditisme français
- Gina Ravera, actrice américaine
- Jennifer Ventimilia, productrice et scénariste américaine
- Joey Gamache, boxeur américain
- Liselotte Neumann, golfeuse suédoise
- Manindra Agrawal, mathématicien indien
- Mindy Cohn, actrice américaine
- Peter Artner, footballeur autrichien
- Ricardo Tarno Blanco, personnalité politique espagnole
- Stéphanie Riocreux, personnalité politique française

## Décès
- Carlos Arruza (né le 17 février 1920), matador puis acteur de cinéma mexicain

## Événements
- Fin du championnat du monde de rink hockey masculin 1966
- Création de la société française d'immunologie
- Les États-Unis livrent pour la première fois un armement tactique à l’État d’Israël